# Jakobsplan 1

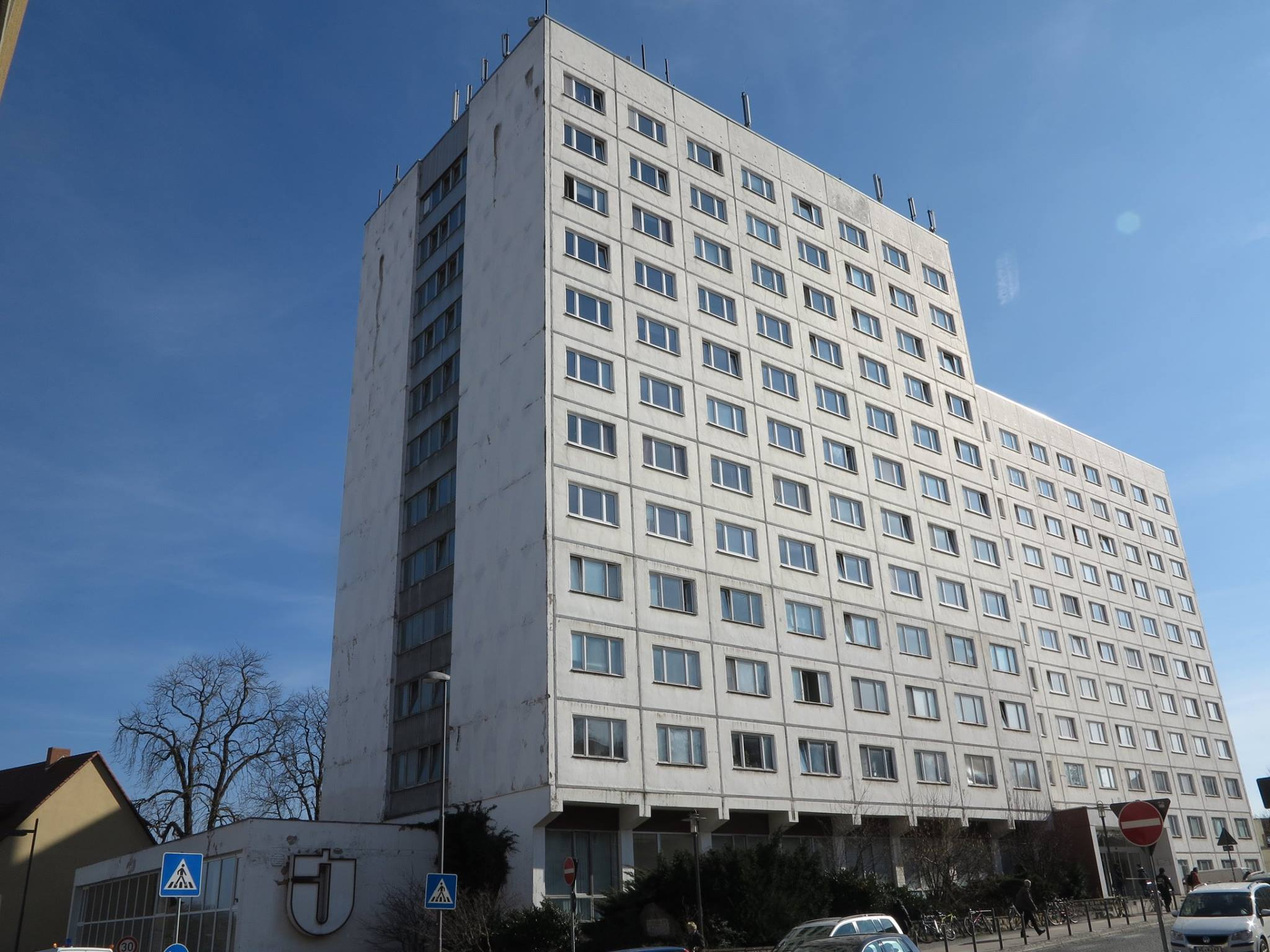
Studentenwohnheim Jakobsplan in Weimar

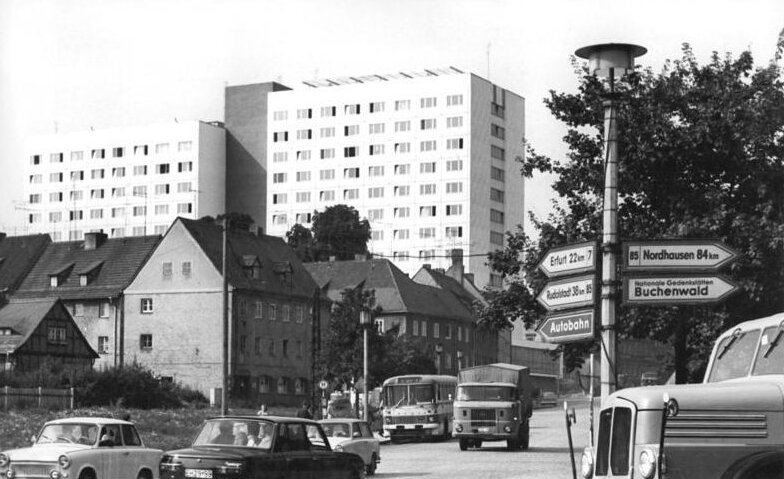
Hochhaus Studentenwohnheim Jakobsplan kurz nach der Eröffnung

Das Gebäude Jakobsplan 1 ist ein Studentenwohnheim des Studierendenwerks Thüringen in Weimar. Der Bau des so genannten „Langen Jakob“ begann 1970 und war 1972 abgeschlossen. Die Feierliche Eröffnung fand am 5. September 1972 statt. Planung und Design werden der Architektin Anita Bach (1927–2021, erste Architekturprofessorin der DDR) zugeschrieben. Das Wohnheim Jakobsplan befindet sich in der Jakobsvorstadt, einem der ältesten Stadtteile Weimars. Zur Innenstadt kam man im Mittelalter durch das Jakobstor am Graben. Nur Reste der Stadtbefestigung Weimar blieben dort erhalten. Drei historische Gebäude, darunter der Thüringische Hof, wurden zugunsten des Wohnheimbaus abgerissen. Einige unter Denkmalschutz stehende Altbauten am Jakobsplan stehen aber noch.
Die obersten Etagen des Gebäudes bieten eine eindrucksvolle Sicht über die Stadt, einschließlich des ehemaligen Gauforums, der Jakobskirche, des Deutschen Nationaltheaters und des ehemaligen Konzentrationslagers Buchenwald, was dem Betrachter einen architektur-historischen Überblick über die Stadt Weimar gibt.
Das Wohnheim Jakobsplan wurde zur Eröffnung sowohl von den dort wohnenden Studenten als auch von der Stadt als Meilenstein der gesellschaftlichen Entwicklung betrachtet.
Ursprünglich befanden sich im ersten Stockwerk des Nordflügels Verwaltungsräume und ein Studentenclub. Diese Räume werden nun für den Universitätssport genutzt.
Das Gebäude steht als Teil der baulichen Gesamtanlage in der Altstadt auf der Denkmalschutzliste der Stadt Weimar.
Seit 2017 wird das Gebäude saniert. Das Projekt wurde europaweit ausgeschrieben.